# Władcy Mediolanu

Herb Viscontich i Sforzów

## SeniorowieMediolanu(1197–1395)

### Rody: della Torre iViscontich
| #  | Imię                   |  | Urodzony                   | Zmarł                                | Czas rządów | Rodzice                               |
| -- | ---------------------- |  | -------------------------- | ------------------------------------ | ----------- | ------------------------------------- |
| 1  | Pagano I della Torre   |  | ???                        | ???                                  | 1197–1241   | ???                                   |
| 2  | Pagano II della Torre  |  | ???                        | ???                                  | 1247–1257   | ???                                   |
| 3  | Manfredi Lancia        |  | ???                        | ???                                  | 1253–1256   | ???                                   |
| 4  | Martino della Torre    |  | ???                        | 1263 Lodi                            | 1257–1259   | ???                                   |
| 5  | Oberto Pelavicino      |  | 1197                       | 1269                                 | 1259–1264   | ???                                   |
| 6  | Filippo della Torre    |  | ???                        | ???                                  | 1263–1265   | ???                                   |
| 7  | Napoleone della Torre  |  | ???                        | ???                                  | 1265–1277   | ???                                   |
| 8  | Ottone Visconti        |  | 1207 Invorio               | 18 sierpnia 1295 San Donato Milanese | 1277–1294   | Ubaldo Visconti Berta Pirovano        |
| 9  | Matteo I Visconti      |  | 15 sierpnia 1250 Invorio   | 24 czerwca 1322 Crescenzago          | 1294–1302   | Teobaldo Visconti Anastazja Pirovano  |
| 10 | Guido della Torre      |  | ???                        | ???                                  | 1302–1311   | ???                                   |
| 9  | Matteo I Visconti      |  | 15 sierpnia 1250 Invorio   | 24 czerwca 1322 Crescenzago          | 1311–1322   | Teobaldo Visconti Anastazja Pirovano  |
| 11 | Galeazzo I Visconti    |  | 21 stycznia 1277           | 6 sierpnia 1328 Pescia               | 1322–1327   | Matteo I Visconti Bonacossa Borri     |
| 12 | Azzone Visconti        |  | 7 grudnia 1302 Ferrara     | 16 sierpnia 1339 Mediolan            | 1329–1339   | Galeazzo I Visconti Beatrycze d’Este  |
| 13 | Luchino Visconti       |  | 1287/1292                  | 24 stycznia 1349 Mediolan            | 1339–1349   | Matteo I Visconti Bonacossa Borri     |
| 14 | Bernabò Visconti       |  | 1319 Mediolan              | 19 grudnia 1385 Trezzo               | 1349–1385   | Stefano Visconti Valentina Doria      |
| 15 | Galeazzo II Visconti   |  | ok. 1320                   | 4 sierpnia 1378 Pawia                | 1349–1378   | Stefano Visconti Valentina Doria      |
| 16 | Matteo II Visconti     |  | ok. 1319                   | 29 września 1355 Monza               | 1349–1355   | Stefano Visconti Valentina Doria      |
| 17 | Gian Galeazzo Visconti |  | 16 października 1351 Pawia | 3 września 1402 Melegnano            | 1378–1395   | Galeazzo II Visconti Bianka Sabaudzka |

## Książęta Mediolanu (1395–1447 i 1450–1499)

### Visconti
| #  | Imię                    |  | Urodzony                   | Zmarł                     | Czas rządów | Rodzice                                   |
| -- | ----------------------- |  | -------------------------- | ------------------------- | ----------- | ----------------------------------------- |
| 17 | Gian Galeazzo Visconti  |  | 16 października 1351 Pawia | 3 września 1402 Melegnano | 1395–1402   | Galeazzo II Visconti Bianka Sabaudzka     |
| 18 | Giovanni Maria Visconti |  | 7 września 1388            | 16 maja 1412 Mediolan     | 1402–1412   | Gian Galeazzo Visconti Katarzyna Visconti |
| 19 | Filip Maria Visconti    |  | 23 września 1392           | 13 sierpnia 1447 Mediolan | 1412–1447   | Gian Galeazzo Visconti Katarzyna Visconti |

W latach 1447–1450 Mediolan wchodził w skład Republiki Ambrozjańskiej.

### Sforzowie
| #  | Imię                  |  | Urodzony                      | Zmarł                      | Czas rządów | Rodzice                                   |
| -- | --------------------- |  | ----------------------------- | -------------------------- | ----------- | ----------------------------------------- |
| 20 | Franciszek I Sforza   |  | 23 lipca 1401 San Miniato     | 8 marca 1466 Mediolan      | 1450–1466   | Muzio Attendolo Sforza Luzia Terzani      |
| 21 | Galeazzo Maria Sforza |  | 24 stycznia 1444 Fermo        | 26 grudnia 1476 Mediolan   | 1466–1476   | Franciszek I Sforza Bianka Maria Visconti |
| 22 | Gian Galeazzo Sforza  |  | 20 czerwca 1469 Abbiategrasso | 21 października 1494 Pawia | 1476–1494   | Galeazzo Maria Sforza Bona Sabaudzka      |
| 23 | Ludovico Sforza       |  | 27 lipca 1452 Vigevano        | 27 maja 1508 Loches        | 1494–1499   | Franciszek I Sforza Bianka Maria Visconti |

## Panowanie francuskie(1499–1500)

### Walezjusze
| #  | Imię                 |  | Urodzony                         | Zmarł                 | Czas rządów | Rodzice                         |
| -- | -------------------- |  | -------------------------------- | --------------------- | ----------- | ------------------------------- |
| 24 | Ludwik XII Walezjusz |  | 27 czerwca 1462 Chateau de Blois | 1 stycznia 1515 Paryż | 1499–1500   | Karol Orleański Maria Kliwijska |

## Książęta Mediolanu (1500)

### Sforzowie
| #  | Imię            |  | Urodzony               | Zmarł               | Czas rządów | Rodzice                                   |
| -- | --------------- |  | ---------------------- | ------------------- | ----------- | ----------------------------------------- |
| 23 | Ludovico Sforza |  | 27 lipca 1452 Vigevano | 27 maja 1508 Loches | 1500        | Franciszek I Sforza Bianka Maria Visconti |

## Panowanie francuskie(1500–1512)

### Walezjusze
| #  | Imię                 |  | Urodzony                         | Zmarł                 | Czas rządów | Rodzice                         |
| -- | -------------------- |  | -------------------------------- | --------------------- | ----------- | ------------------------------- |
| 24 | Ludwik XII Walezjusz |  | 27 czerwca 1462 Chateau de Blois | 1 stycznia 1515 Paryż | 1500–1512   | Karol Orleański Maria Kliwijska |

## Książęta Mediolanu (1512–1515)

### Sforzowie
| #  | Imię               |  | Urodzony | Zmarł               | Czas rządów | Rodzice                         |
| -- | ------------------ |  | -------- | ------------------- | ----------- | ------------------------------- |
| 25 | Maksymilian Sforza |  | 1493     | czerwiec 1530 Paryż | 1512–1515   | Ludovico Sforza Beatrice d’Este |

## Panowanie francuskie(1515–1521)

### Walezjusze
| #  | Imię                   |  | Urodzony                | Zmarł                                | Czas rządów | Rodzice                             |
| -- | ---------------------- |  | ----------------------- | ------------------------------------ | ----------- | ----------------------------------- |
| 26 | Franciszek I Walezjusz |  | 12 września 1494 Cognac | 31 lipca 1547 Chateau de Rambouillet | 1515–1521   | Karol d’Angoulême Ludwika Sabaudzka |

## Książęta Mediolanu (1521–1535)

### Sforzowie
| #  | Imię                 |  | Urodzony               | Zmarł                         | Czas rządów | Rodzice                         |
| -- | -------------------- |  | ---------------------- | ----------------------------- | ----------- | ------------------------------- |
| 27 | Franciszek II Sforza |  | 4 lutego 1495 Mediolan | 24 października 1535 Vigevano | 1521–1535   | Ludovico Sforza Beatrice d’Este |

## Panowanie hiszpańskie(1521–1706)

### Habsburgowie
| #  | Imię               |  | Urodzony                   | Zmarł                     | Czas rządów | Rodzice                                   |
| -- | ------------------ |  | -------------------------- | ------------------------- | ----------- | ----------------------------------------- |
| 28 | Karol V Habsburg   |  | 24 lutego 1500 Gandawa     | 21 września 1558 Yuste    | 1535–1540   | Filip I Piękny Joanna Szalona             |
| 28 | Filip II Habsburg  |  | 21 maja 1527 Valladolid    | 13 września 1598 Escorial | 1540–1598   | Karol V Habsburg Izabela Portugalska      |
| 29 | Filip III Habsburg |  | 14 kwietnia 1578 Madryt    | 31 marca 1621 Madryt      | 1598–1621   | Filip II Habsburg Anna Habsburg           |
| 30 | Filip IV Habsburg  |  | 8 kwietnia 1605 Valladolid | 17 września 1665 Madryt   | 1621–1665   | Filip III Habsburg Małgorzata Austriaczka |
| 31 | Karol II Habsburg  |  | 6 listopada 1661 Madryt    | 1 listopada 1700 Madryt   | 1665–1700   | Filip IV Habsburg Marianna Habsburg       |

### Burbonowie
| #  | Imię           |  | Urodzony               | Zmarł               | Czas rządów | Rodzice                           |
| -- | -------------- |  | ---------------------- | ------------------- | ----------- | --------------------------------- |
| 32 | Filip V Burbon |  | 19 grudnia 1683 Wersal | 9 lipca 1746 Madryt | 1700–1706   | Ludwik Burbon Maria Anna Bawarska |

## Panowanie austriackie(1706–1795)

### Habsburgowie
| #  | Imię                   |  | Urodzony                   | Zmarł                       | Czas rządów | Rodzice                                                  |
| -- | ---------------------- |  | -------------------------- | --------------------------- | ----------- | -------------------------------------------------------- |
| 33 | Karol VI Habsburg      |  | 1 października 1685 Wiedeń | 20 października 1740 Wiedeń | 1706–1740   | Leopold I Habsburg Eleonora Magdalena von Pfalz-Neuburg  |
| 34 | Maria Teresa Habsburg  |  | 13 maja 1717 Wiedeń        | 29 listopada 1780 Wiedeń    | 1740–1780   | Karol VI Habsburg Elżbieta von Braunschweig-Wolfenbüttel |
| 35 | Józef II Habsburg      |  | 13 marca 1741 Wiedeń       | 20 lutego 1790 Wiedeń       | 1780–1790   | Franciszek I Lotaryński Maria Teresa Habsburg            |
| 36 | Leopold II Habsburg    |  | 5 maja 1747 Wiedeń         | 1 marca 1792 Wiedeń         | 1790–1792   | Franciszek I Lotaryński Maria Teresa Habsburg            |
| 37 | Franciszek II Habsburg |  | 12 lutego 1768 Florencja   | 2 marca 1835 Wiedeń         | 1792–1797   | Leopold II Habsburg Maria Ludwika Hiszpańska             |

W latach 1797–1799 Mediolan wchodził w skład Republiki Cisalpińskiej.
| #  | Imię                   |  | Urodzony                 | Zmarł               | Czas rządów | Rodzice                                      |
| -- | ---------------------- |  | ------------------------ | ------------------- | ----------- | -------------------------------------------- |
| 37 | Franciszek II Habsburg |  | 12 lutego 1768 Florencja | 2 marca 1835 Wiedeń | 1799–1800   | Leopold II Habsburg Maria Ludwika Hiszpańska |

## Mediolan po 1800
- W latach 1800–1800 rządziła Prowincjonalna Komisja Rządowa i Nadzwyczajna Komisja Rządowa, a w latach 1800–1802 funkcjonował Komitet Wykonawczy Nadzwyczajnej Komisji Rządowej.
- W latach 1802–1805 ziemie dawnego Księstwa Mediolanu włączono do Republiki Włoskiej.
- W latach 1805–1815 ziemie dawnego Księstwa Mediolanu włączono do Królestwa Włoch.
- W latach 1815–1859 ziemie dawnego Księstwa Mediolanu włączono do Królestwa Lombardzko-Weneckiego
- Od 1859 roku Mediolan wchodził w skład Królestwa Sardynii, w 1861 roku znalazł się w Królestwie Włoch, a od 1946 roku należy do Republiki Włoskiej.